# Voorburcht

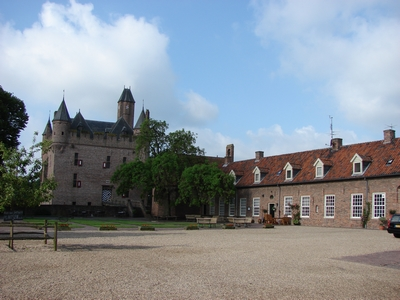
Voorbeeld van een voorburcht, Kasteel Doornenburg met op de achtergrond de hoofdburcht.

Een voorburcht, voorhof of buitenhof is een vooruitgeschoven verdediging van een kasteel.
Veelal werd dit deel bebouwd met schuren of een boerderij. De grond werd vaak voor landbouw gebruikt, ten behoeve van voedsel voor de kasteelbewoners. De voorburcht was meestal van een ringmuur voorzien. Soms heeft een voorburcht torens op de hoeken. De voorburcht is de eerste verdediging voor een kasteel. De hoofdburcht kan apart worden verdedigd. Zodra de voorburcht is gevallen trekt de verdediger zich terug op de hoofdburcht. Veel voorburchten kennen een gebogen vorm als een schelp om de hoofdburcht.

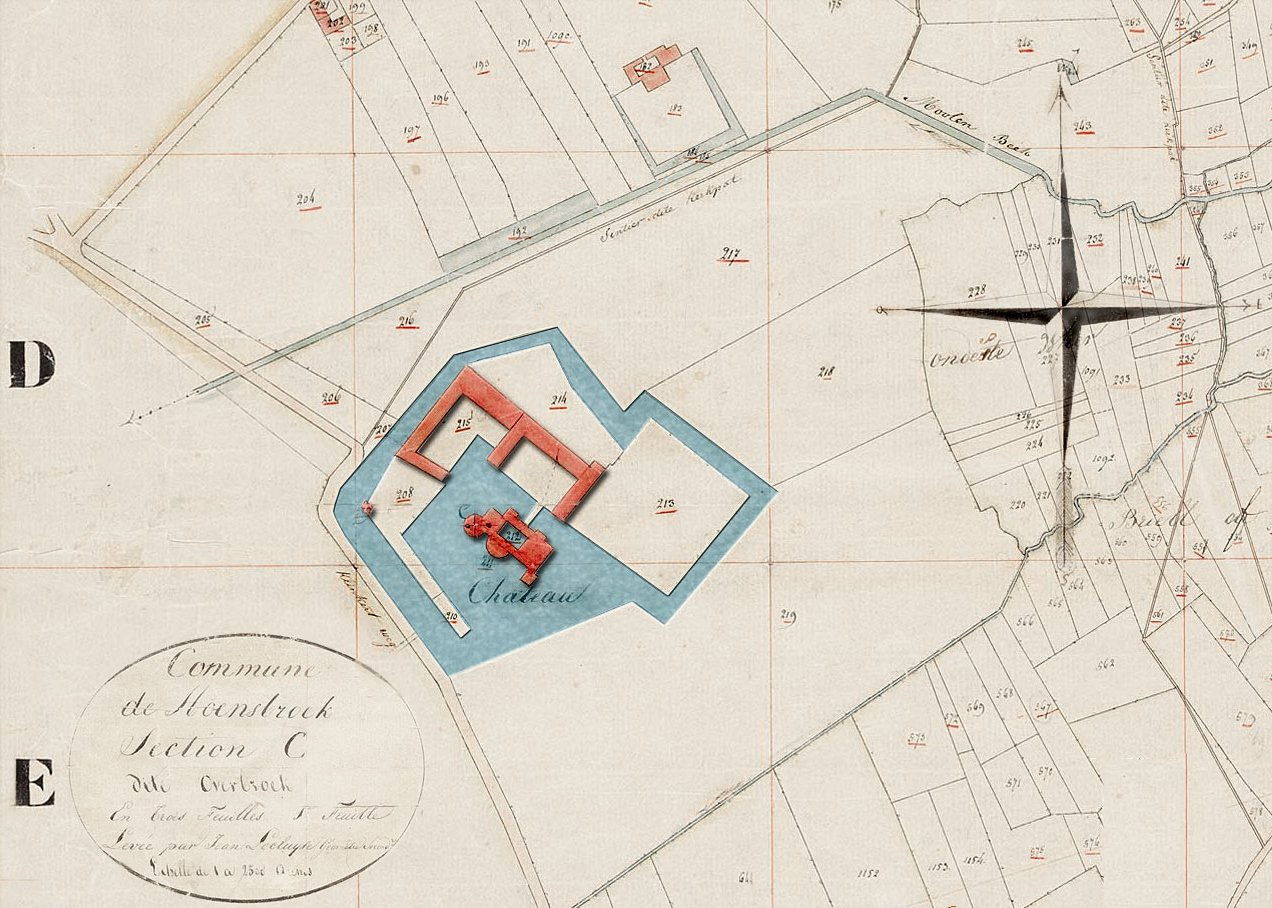
Kasteel Hoensbroek met dubbele voorburcht
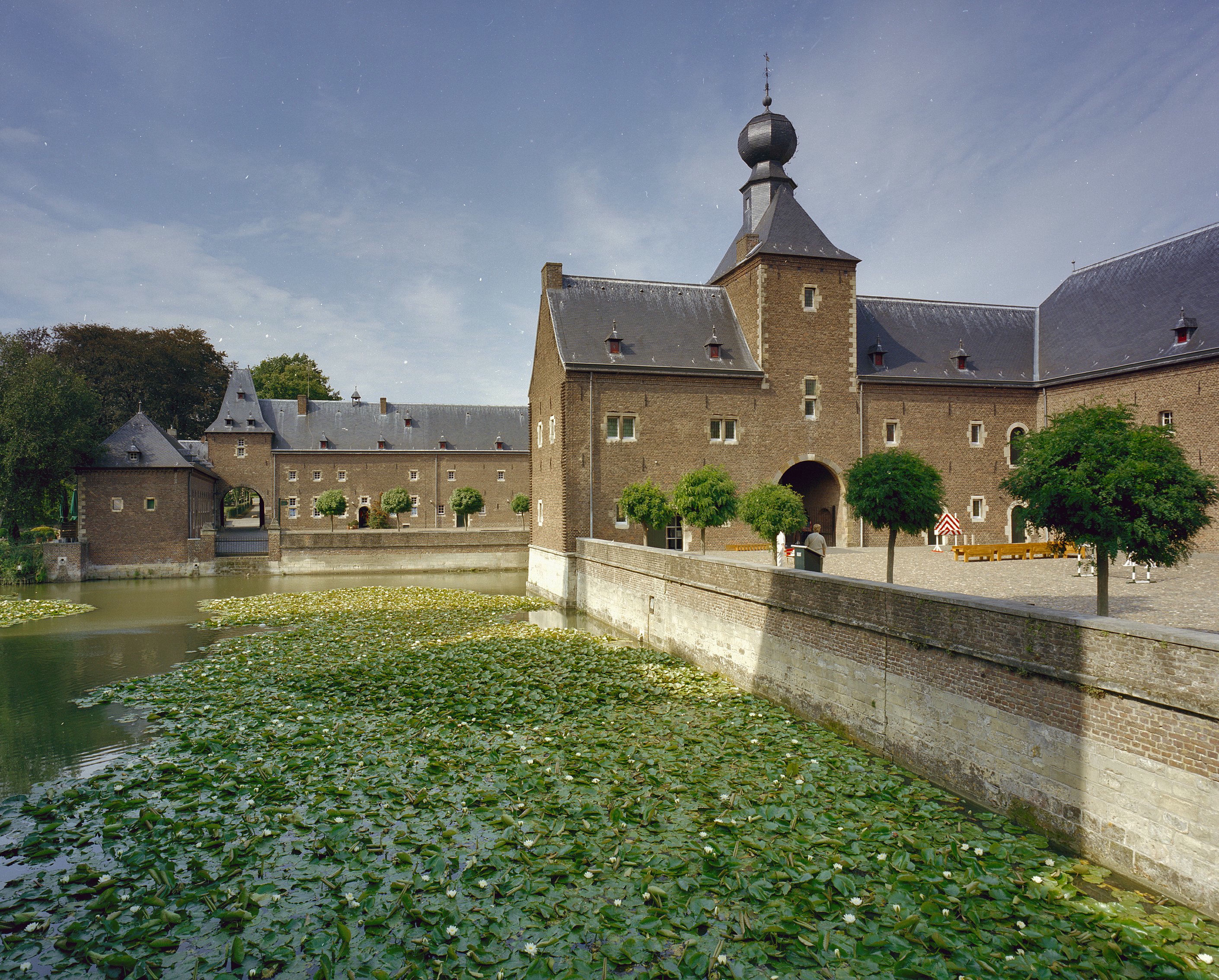
Voorhoven van kasteel Hoensbroek
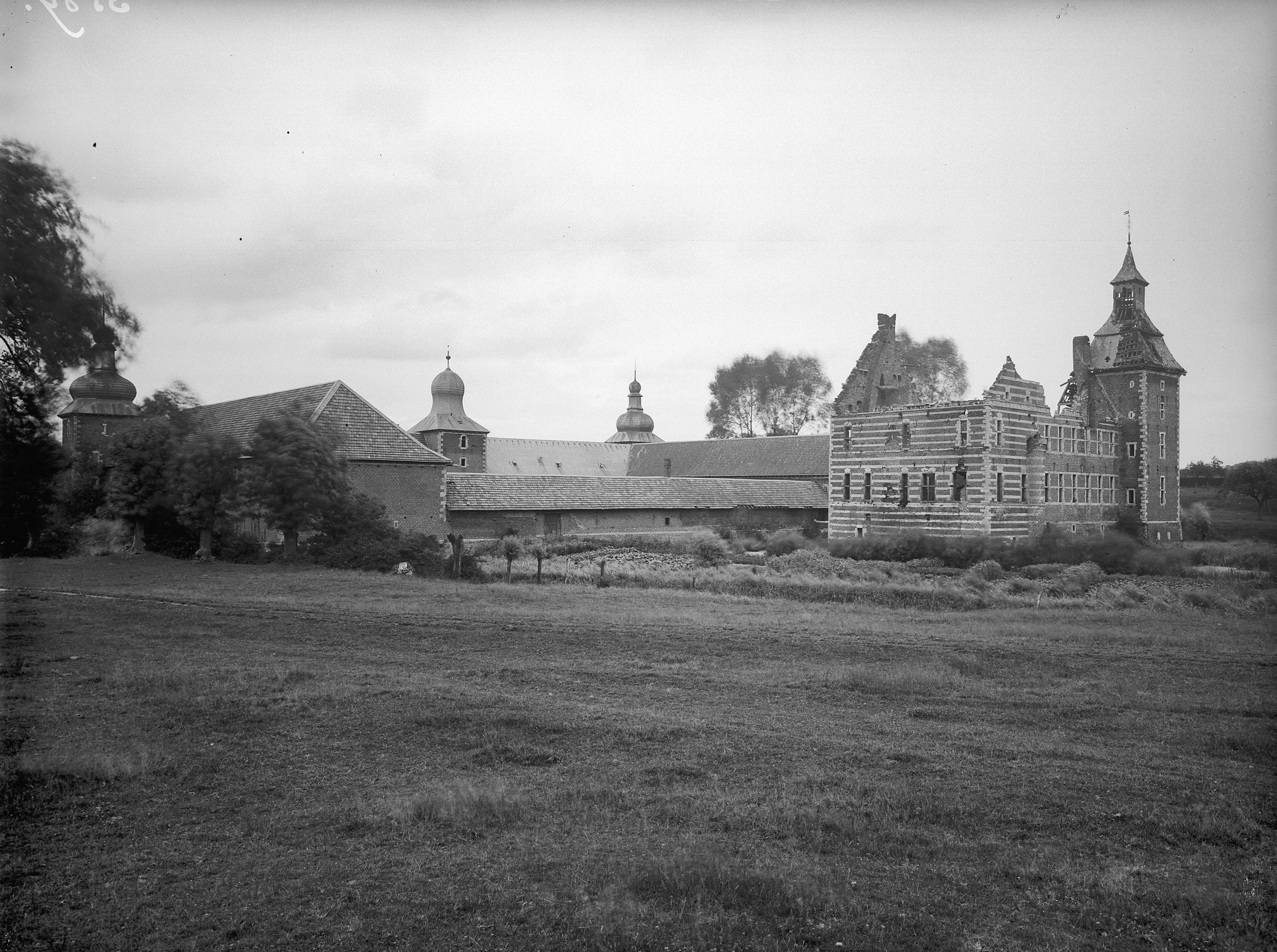
kasteel Schaesberg met voorburcht
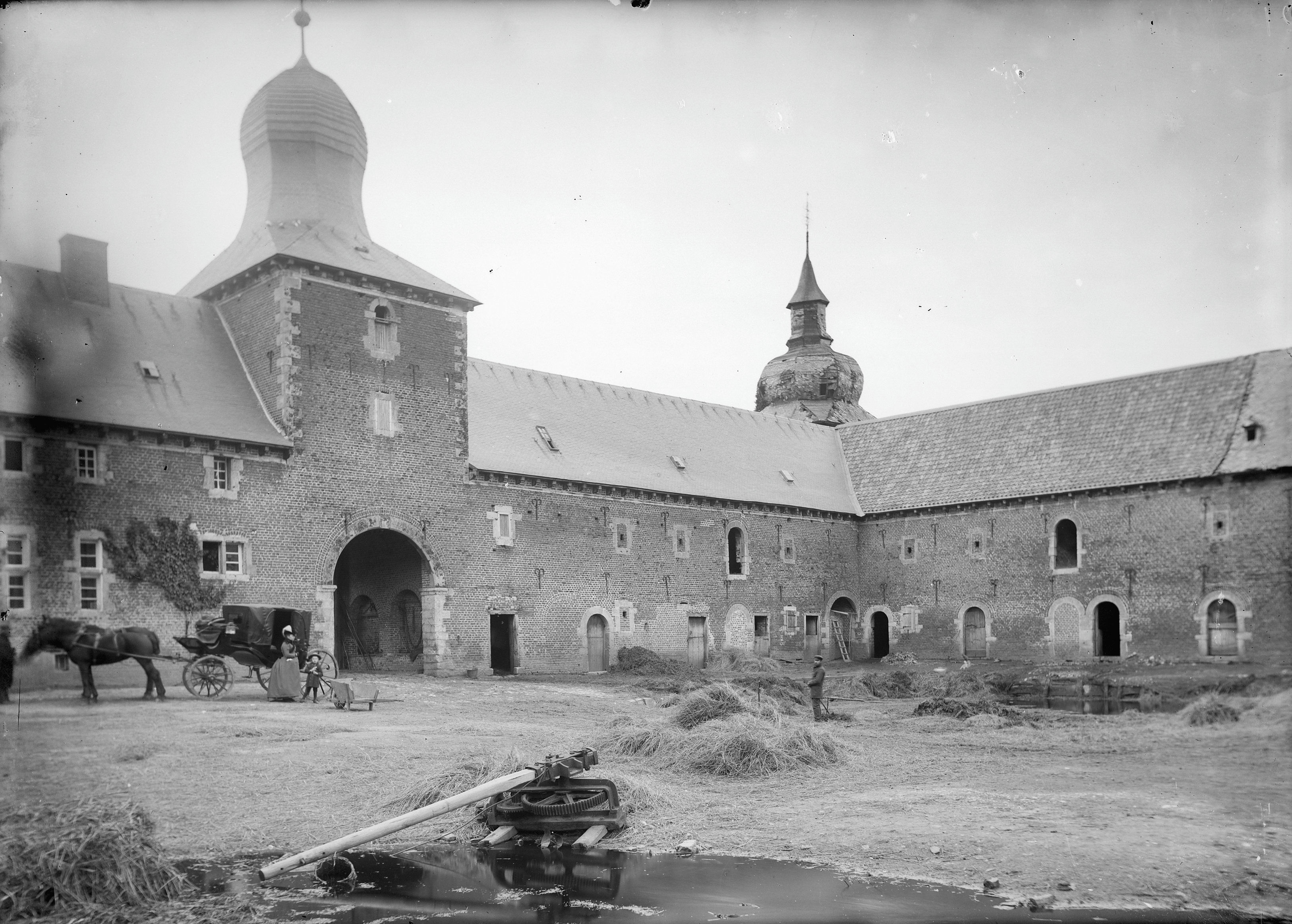
Binnenplaats kasteel Schaesberg
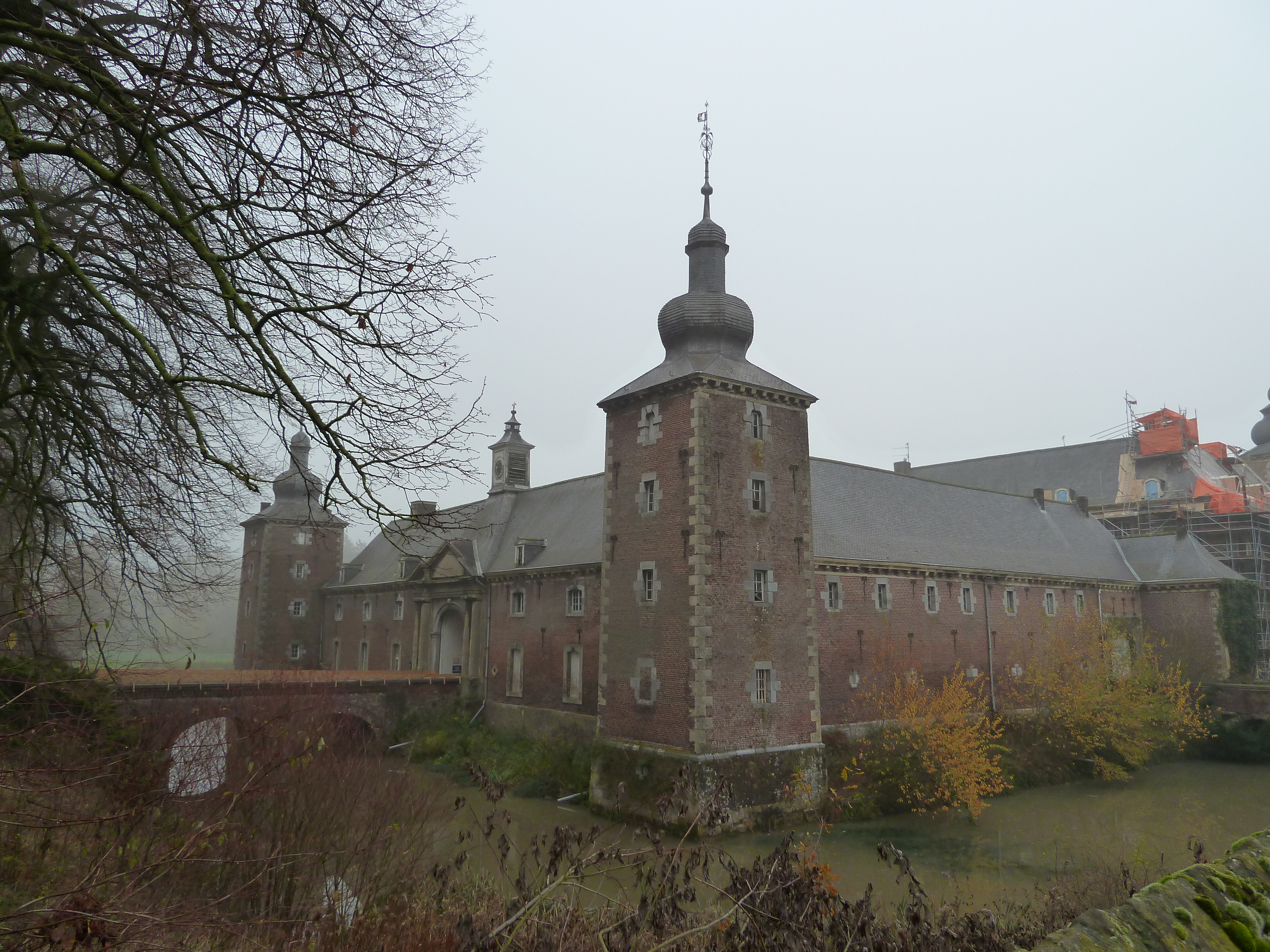
Voorburcht kasteel Neubourg
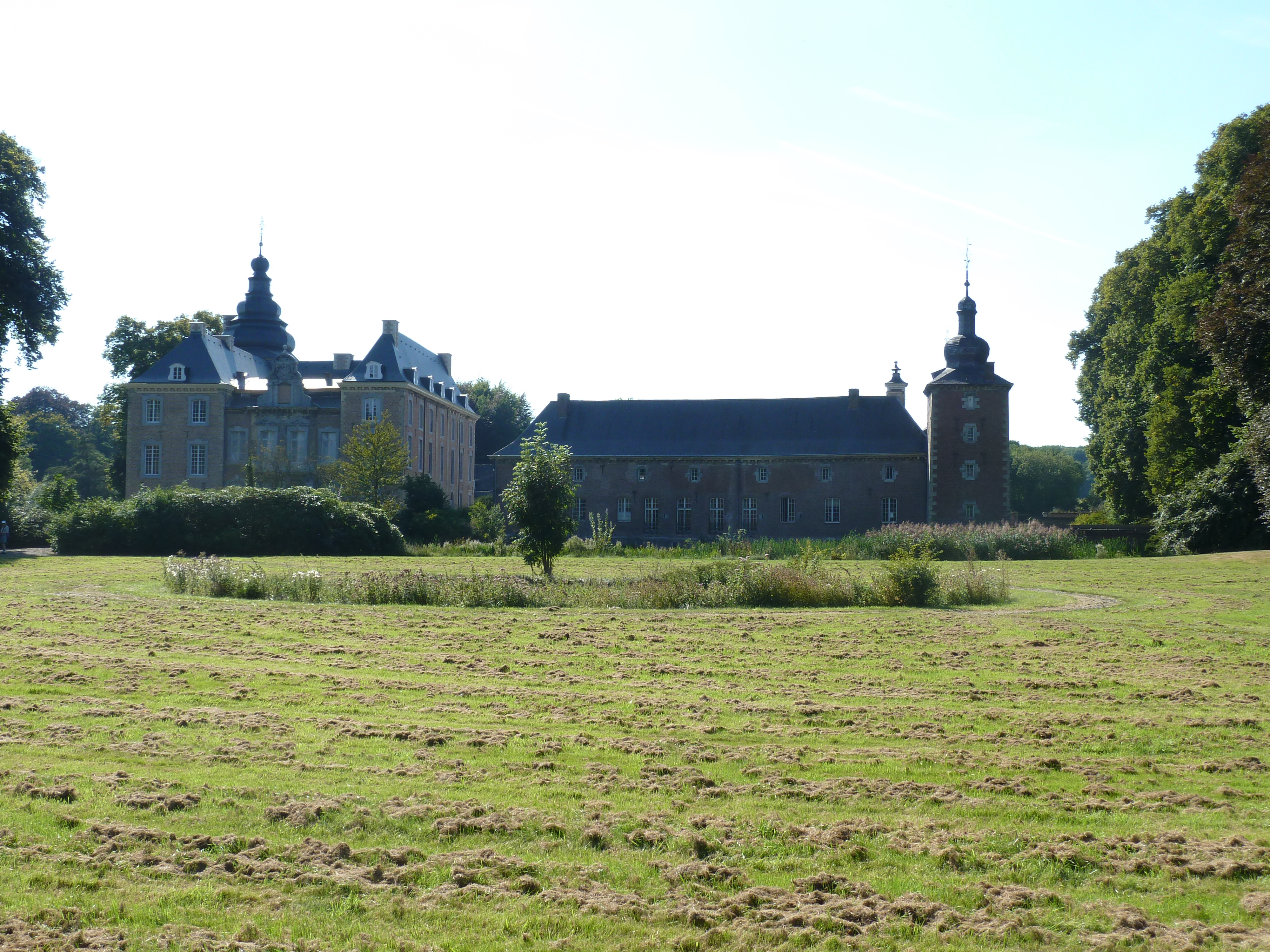
Kasteel Neubourg met voorburcht
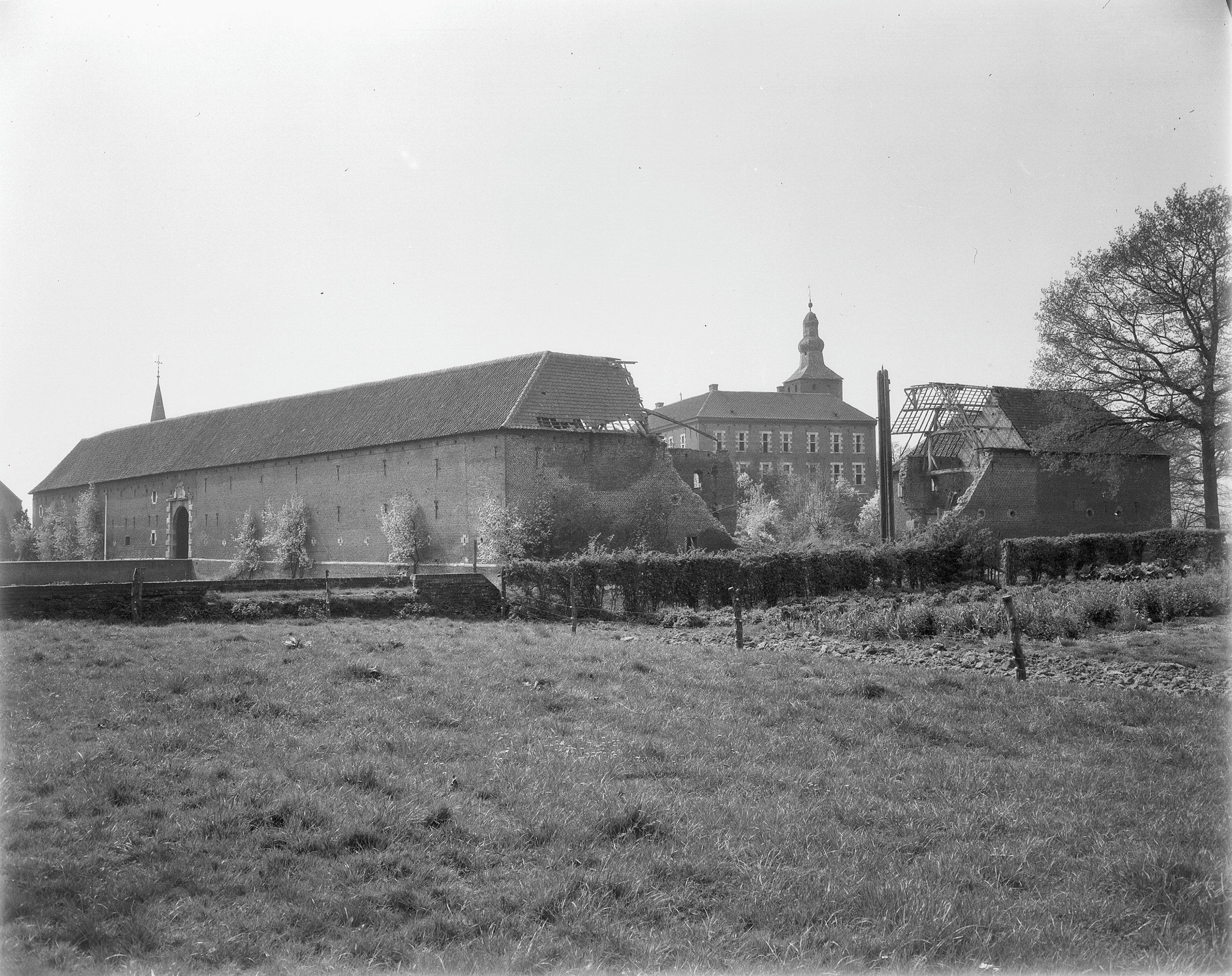
Voorburcht Limbricht met oorlogsschade
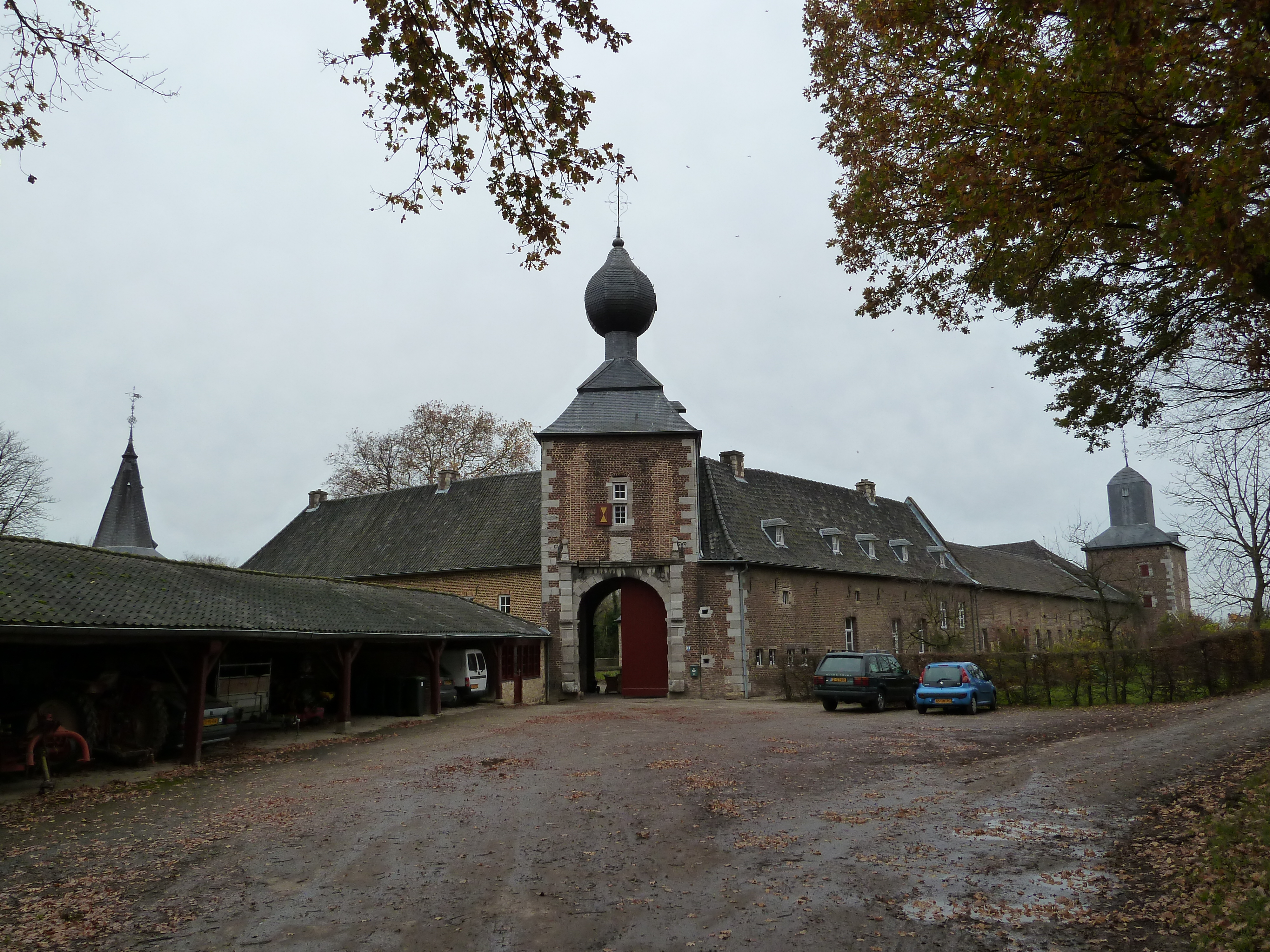
Voorburcht kasteel Cortenbach
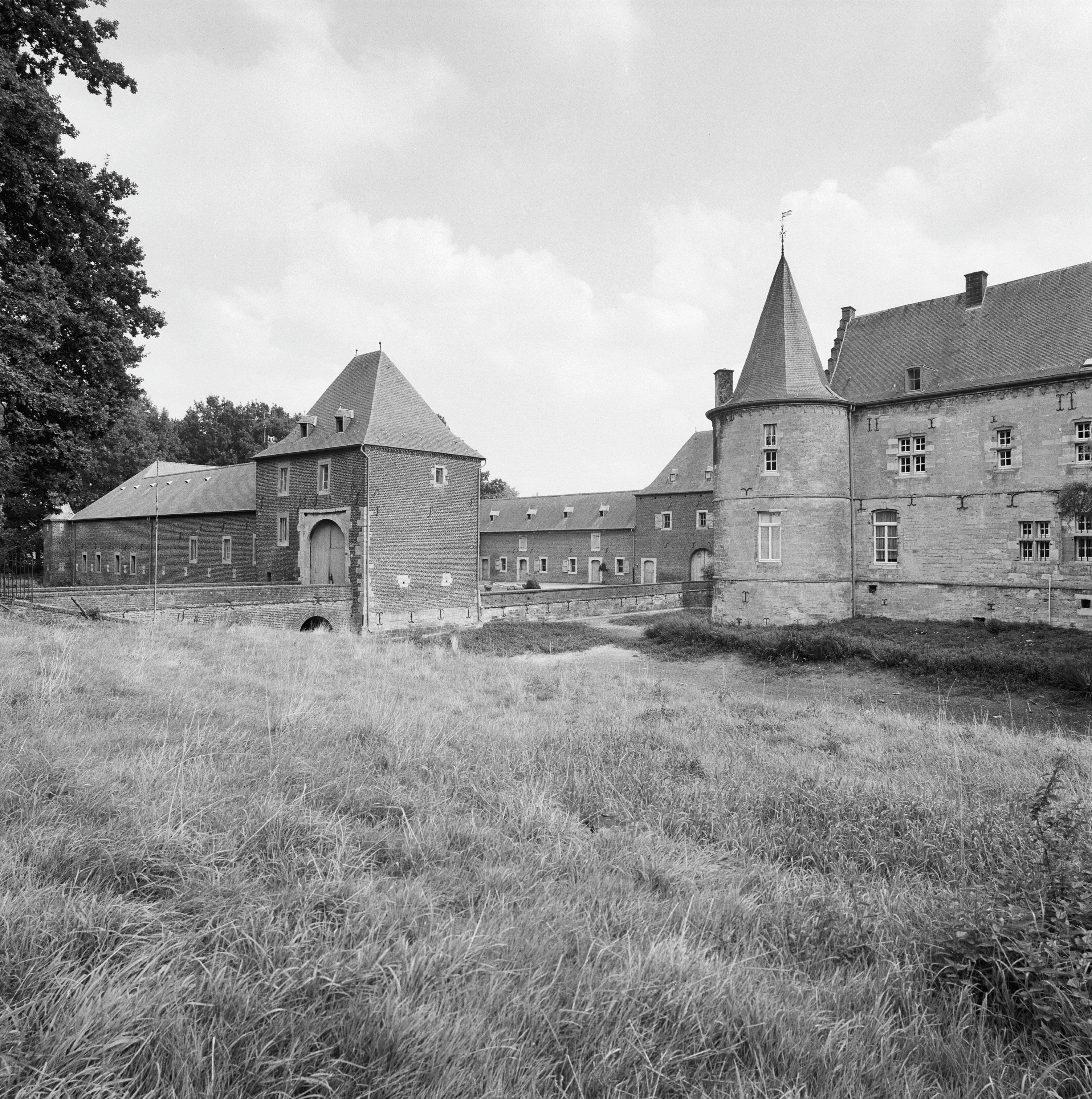
Kasteel Rivieren met voorburcht
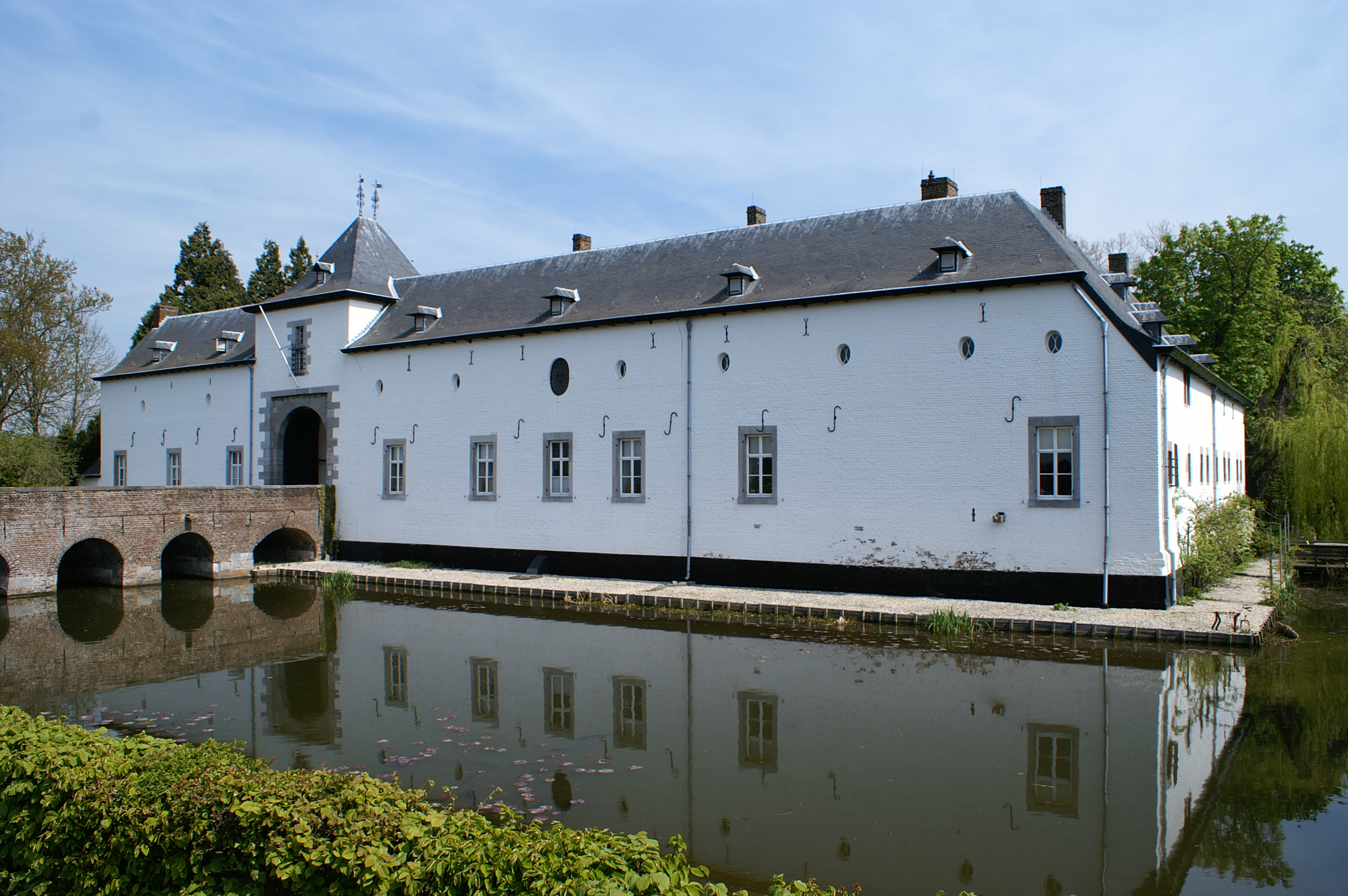
Voorburcht kasteel Geulle
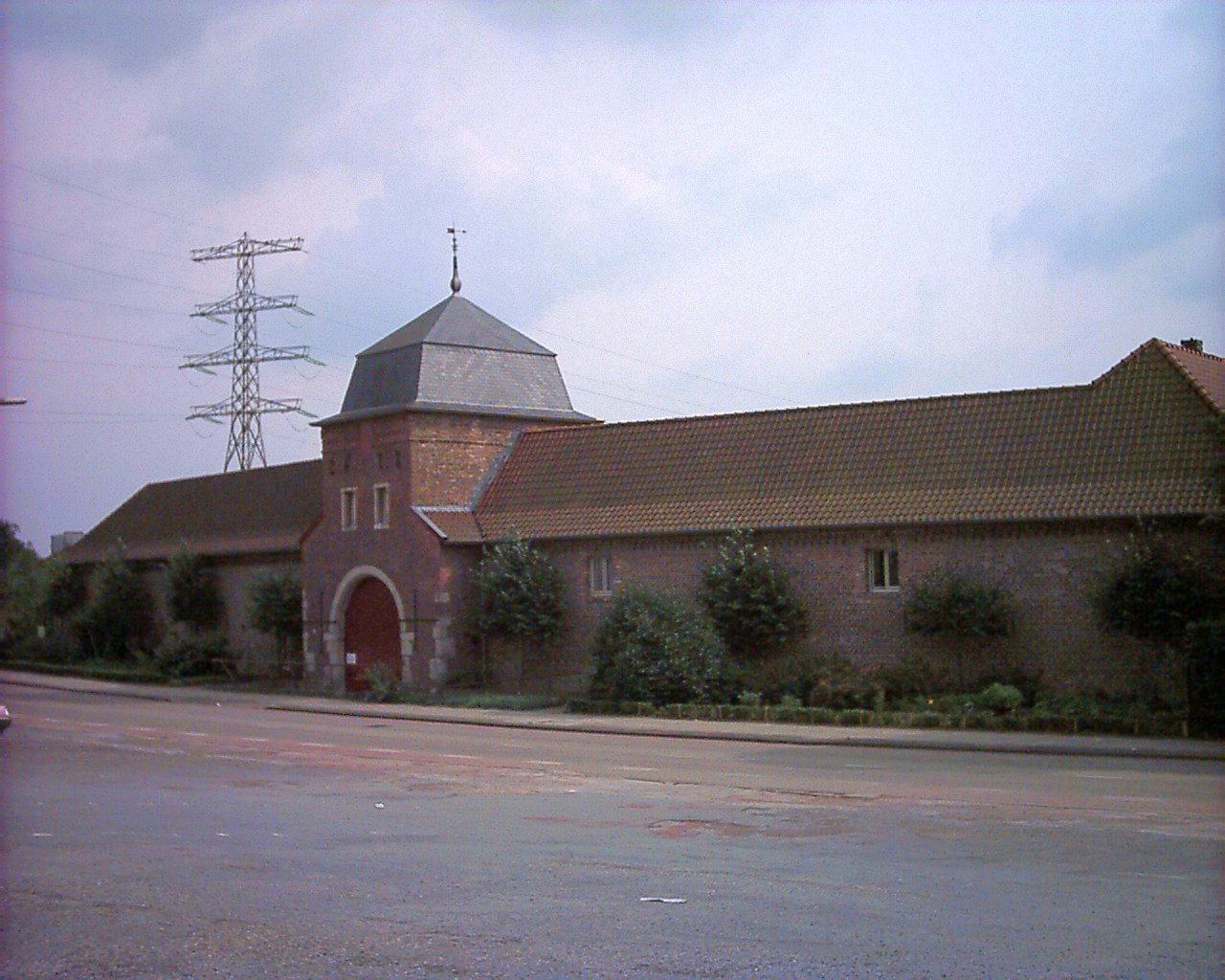
Voorburcht kasteel Passarts-Nieuwenhagen